# Педро Об'янг
Педро Об'янг (ісп. Pedro Obiang, нар. 27 березня 1992, Алькала-де-Енарес) — іспанський футболіст, півзахисник італійського «Сассуоло». На рівні збірних захищає кольори команди Екваторіальної Гвінеї.

## Клубна кар'єра
Народився 27 березня 1992 року в місті Алькала-де-Енарес. Вихованець юнацьких команд мадридського «Атлетіко», а з 2008 року перебрався до академії італійської «Сампдорії».
В сезоні 2010/11 дебютував за головну команду генуезької команди в Серії A. Загалом протягом п'яти сезонів відіграв за неї 139 матчів у різних турнірах.
Влітку 2015 року за 6,5 мільйона євро перейшов до англійського «Вест Гем Юнайтед». Відіграв за клуб з Лондона чотири роки, протягом яких регулярно брав участь у матчах команди в різних турнірах.
24 липня 2019 року повернувся до Італії, перейшовши за орієнтовні 8 мільйонів євро до «Сассуоло».

## Виступи за збірні
2009 року дебютував у складі юнацької збірної Іспанії (U-17), загалом на юнацькому рівні за команди різних вікових категорій взяв участь у п'яти іграх.
Протягом 2013—2014 років взяв участь у двох іграх у складі молодіжної збірної Іспанії.
На рівні національних збірних гравець, чиї батьки походили з Екваторіальної Гвінеї, погодився захищати кольори команди своєї історичної батьківщини і 2018 року дебютував в офіційних матчах за національну збірну Екваторіальної Гвінеї.
| Дата       | Місто        | Господарі            | Результат | Гості                | Турнір                                  | Голи | Примітки |
| ---------- | ------------ | -------------------- | --------- | -------------------- | --------------------------------------- | ---- | -------- |
| 17-11-2018 | Бата         | Екваторіальна Гвінея | 0 – 1     | Сенегал              | Відбір до Кубка африканських націй 2019 | -    |          |
| 23-3-2019  | Омдурман     | Судан                | 1 – 4     | Екваторіальна Гвінея | Відбір до Кубка африканських націй 2019 | 1    |          |
| 25-3-2019  | Ер-Ріяд      | Саудівська Аравія    | 3 – 2     | Екваторіальна Гвінея | товариський матч                        | -    |          |
| 4-9-2019   | Омдурман     | Південний Судан      | 1 – 1     | Екваторіальна Гвінея | Відбір до ЧС 2022                       | -    |          |
| 8-9-2019   | Малабо       | Екваторіальна Гвінея | 1 – 0     | Південний Судан      | Відбір до ЧС 2022                       | -    |          |
| 16-11-2019 | Дар-ес-Салам | Танзанія             | 2 – 1     | Екваторіальна Гвінея | Відбір до Кубка африканських націй 2021 | 1    |          |
| 19-11-2019 | Малабо       | Екваторіальна Гвінея | 0 – 1     | Туніс                | Відбір до Кубка африканських націй 2021 | -    |          |
| Усього     |              | Матчів               | 7         |                      | Голів                                   | 2    |          |